# Kids vs Alien
Kids vs Alien er en dansk kortfilm fra 2014 instrueret af Jacob Kondrup.

## Handling
Denne artikel mangler et handlingsreferat. Hjælp os med at skrive det.